# Regola di quantizzazione di Dirac
La regola di quantizzazione di Dirac consente di passare da una descrizione classica a una descrizione quantistica della fisica, attraverso un'operazione di riscrittura delle variabili in termini di operatori. In effetti, i postulati della meccanica quantistica affermano che, ad ogni grandezza osservabile, deve corrispondere un operatore lineare e autoaggiunto ma non danno una regola esplicita su come ottenere l'operatore giusto. 
Una regola semplice e di ampia applicazione è quella formulata appunto da Paul Dirac e che oggi porta il suo nome.
Nel formalismo hamiltoniano della meccanica classica il sistema è descritto da una funzione H, detta funzione hamiltoniana tramite le equazioni di Hamilton. Questa funzione hamiltoniana può sempre essere scritta in funzione delle variabili {\displaystyle {\vec {q}}} (posizione) e {\displaystyle {\vec {p}}} (quantità di moto). Sostituendo a queste variabili i rispettivi operatori quantistici {\displaystyle {\hat {X}}} e {\displaystyle {\hat {P}}} si ottiene l'operatore hamiltoniano richiesto.

## Rappresentazione degli operatori di posizione e di quantità di moto
La regola di quantizzazione di Dirac appena citata riconduce il problema di scrivere un qualsiasi operatore hamiltoniano quantistico al problema, assai più semplice, di rappresentare gli operatori di posizione e di impulso. In generale la base su cui rappresentare questi operatori è arbitraria e dipende solo da una scelta di convenienza, tuttavia la base delle posizioni (ovvero lo spazio euclideo che ci è familiare) è di gran lunga la più usata.

### Rappresentazione dell'operatore di posizione
Scrivendo l'operatore di posizione {\displaystyle {\hat {X}}} sulla base dei suoi autovettori {\displaystyle |x\rangle } si ottiene una matrice diagonale con elementi (nel continuo) {\displaystyle \langle x|{\hat {X}}|x'\rangle =x\delta (x-x')}. Di conseguenza si può scrivere, usando la notazione bra-ket:

{\displaystyle {\hat {X}}f(x)=\langle x|{\hat {X}}|f\rangle =\int \langle x|{\hat {X}}|x'\rangle \langle x'|f\rangle dx'=\int x\delta (x-x')f(x')dx'=xf(x)}.

### Rappresentazione dell'operatore di quantità di moto
Per scrivere la rappresentazione di questo operatore in maniera semplice si può usare il fatto che {\displaystyle \left[{\hat {X}},{\hat {P}}\right]f(x)=i\hbar f(x)} e quindi scrivere che:
{\displaystyle i\hbar f(x)=\left[{\hat {X}},{\hat {P}}\right]f(x)={\hat {X}}{\hat {P}}f(x)-{\hat {P}}{\hat {X}}f(x)=x\left({\hat {P}}f(x)\right)-{\hat {P}}\left(xf(x)\right)}
ovvero che
{\displaystyle {\hat {P}}\left(xf(x)\right)=x\left({\hat {P}}f(x)\right)-i\hbar f(x)}.
È facile verificare che la soluzione di questa equazione è 
{\displaystyle {\hat {P}}f(x)=-i\hbar {\frac {\partial f(x)}{\partial x}}}.